# Horsfordia exalata
Horsfordia exalata är en malvaväxtart som beskrevs av P.A. Fryxell. Horsfordia exalata ingår i släktet Horsfordia och familjen malvaväxter. Inga underarter finns listade i Catalogue of Life.